# Wirklichkeiten
Wirklichkeiten ist der Name einer Gruppe von österreichischen Malern, die in den 1960er- und 1970er-Jahren für Aufsehen sorgte.
Die sechs Mitglieder fanden sich erstmals im politisch bewegten Mai 1968 für eine Ausstellung in der Wiener Secession zusammen. Sie galten als Vertreter eines satirisch bis sozialkritisch gefärbten Realismus, im Gegensatz zum damals international dominierenden unpolitischen Informel, hatten aber kein verbindliches gemeinsames künstlerisches Konzept. Trotzdem traten sie bis 1975 immer wieder gemeinsam in Erscheinung, was zu Otto Breichas These Anlass gab, es handle sich um eine Gruppe die eigentlich keine sei.
Vom Wiener Kunstkritiker Alfred Schmeller wurden sie als Krokodil im Karpfenteich bezeichnet, wobei er als Karpfen die Vertreter der abstrakten Kunst ansah.
Der Name Wirklichkeiten geht zurück auf einen Bildtitel von Kurt Kocherscheidt.

## Mitglieder
- Wolfgang Herzig
- Martha Jungwirth
- Kurt Kocherscheidt
- Peter Pongratz
- Franz Ringel
- Robert Zeppel-Sperl